# Палац Альхаферія
Палац Альхаферія  (ісп. Palacio de la Aljafería) — один з найкраще збережених палаців мавританського періоду в Іспанії, розташований у Сарагосі.

## Історія

### Столиця держави Тайфа
Після розпаду Кордовського халіфату на його уламках виникає декілька незалежних дрібних держав, однією з них і була Тайфа Сарагоси у XI столітті. Місто зробили столицею. Володарі держави були втягнуті у військові конфлікти, що спонукало до політичного союзу з католицькими князівствами Іспанії. Останній володар мавританської Сарагоси Абд-аль-Малик Имад ад-Даула зрікся влади і визнав зверхність Альфонсо І Арагонського. Він став прихильником політики Альфонсо І, а його військо брало участь у військових діях на боці християнського Арагону.

### Палац і фортеця

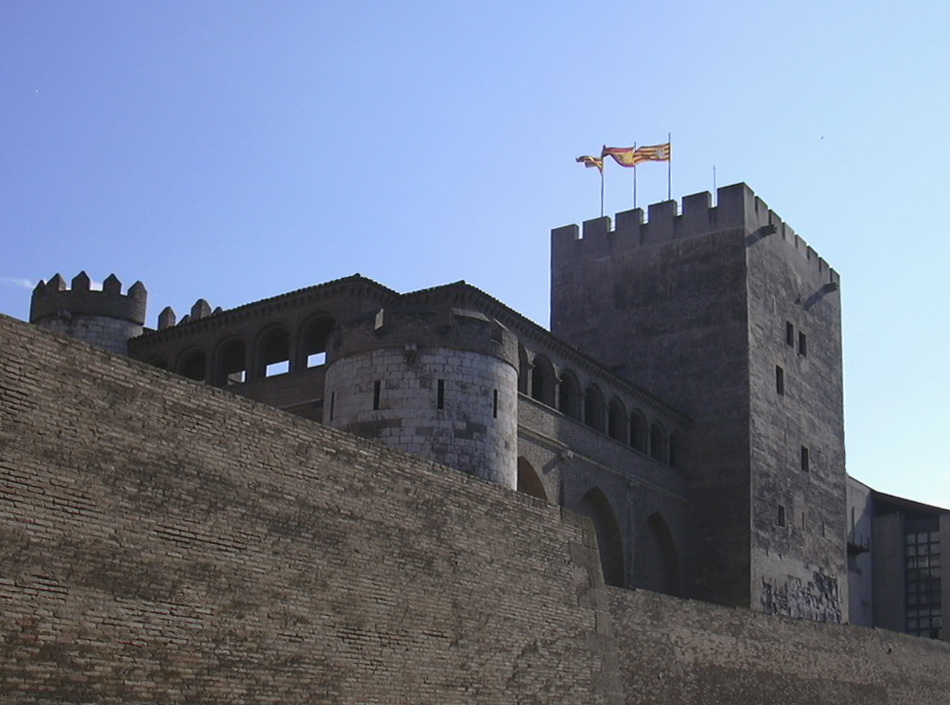
Вежа Трубадура

Фортеця з палацом були побудовані в короткий період незалежності та розквіту мавританської держави Тайфа Сарагоси у 2-й половині 11 століття. Це була резиденція володаря Бану Худ (Banu Hud). Попри незалежність, Бану Худ визнавав політичну могутність сусідньої християнської держави і платив данину. У 1118 р. Місто Сарагоса було захоплене християнським військом і стало столицею королівства Арагон. За короткий період мавританської незалежності там і був створений палац і фортеця Альхаферія, досить повно збережені до 20 ст.
Найдавніша частина фортеці — Вежа Трубадура. Два її нижні поверхи датують 9 століттям н. е., добудови — у 10 столітті.
Назва споруди пізня і належить 19 століттю, коли іспанець Антоніо Гарсія Гутьєррес оприлюднив драму «Трубадур». Драму переробили у лібретто опери, музику до якої створив італієць Джузеппе Верді (1813—1901) у 1853 р.

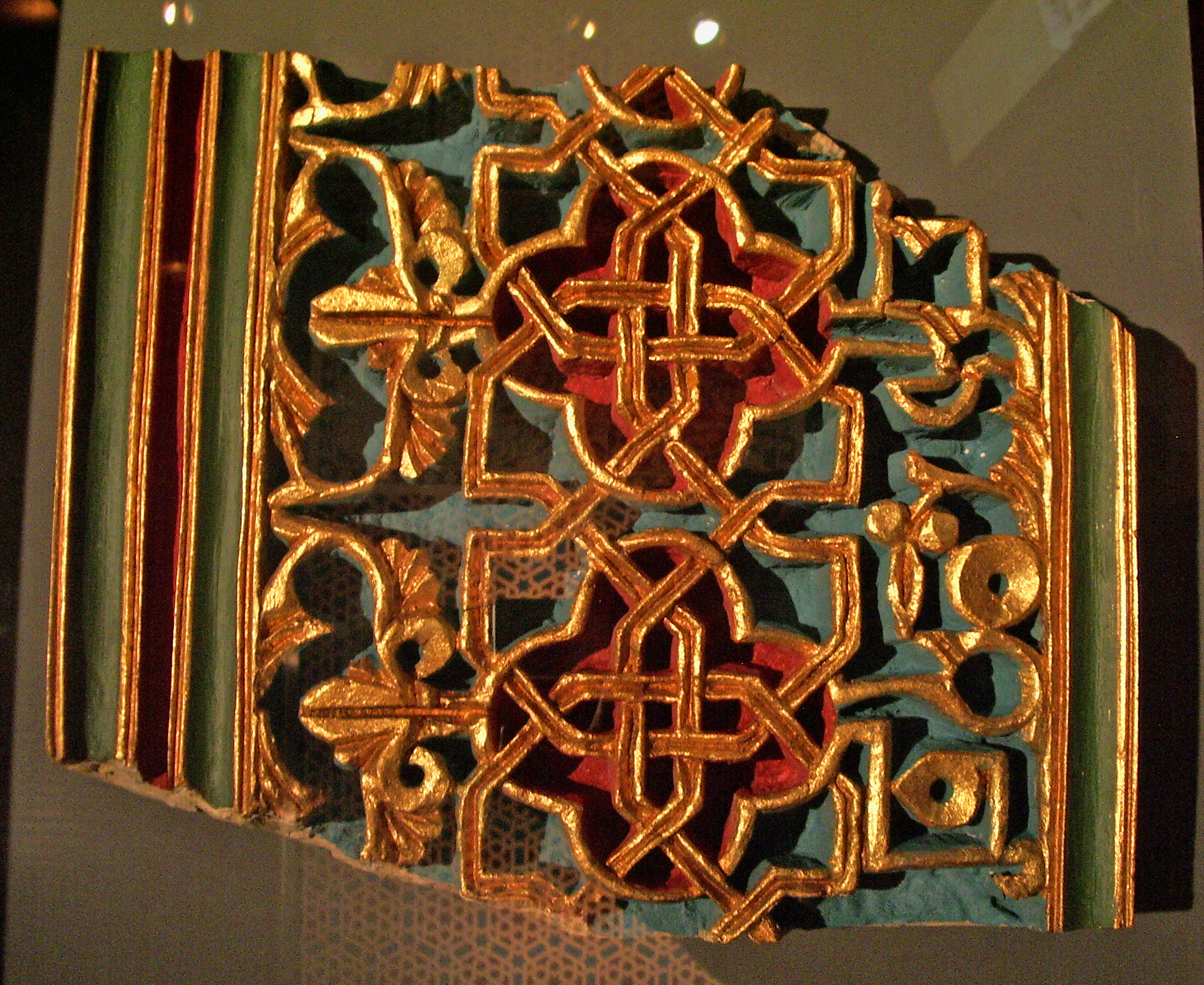
Шматочок поліхромної панелі маврів

Мавританські за характером та оздобами приміщення фортеці були пристосовані під палац католицьких королів у 1492 році. Частка будівель реконструйована у 1593 р. з метою підсилення фортечної функції. В роки війни за незалежність (1808—1814 рр.)від наполеонівських військ фортеця зазнала пошкоджень.
Значні відновлювальні роботи і реставрація проведені у 2-й половині 20 століття. Приміщення пристосовані під Кортеси (парламент) та засідання законодавчої палати Арагону.

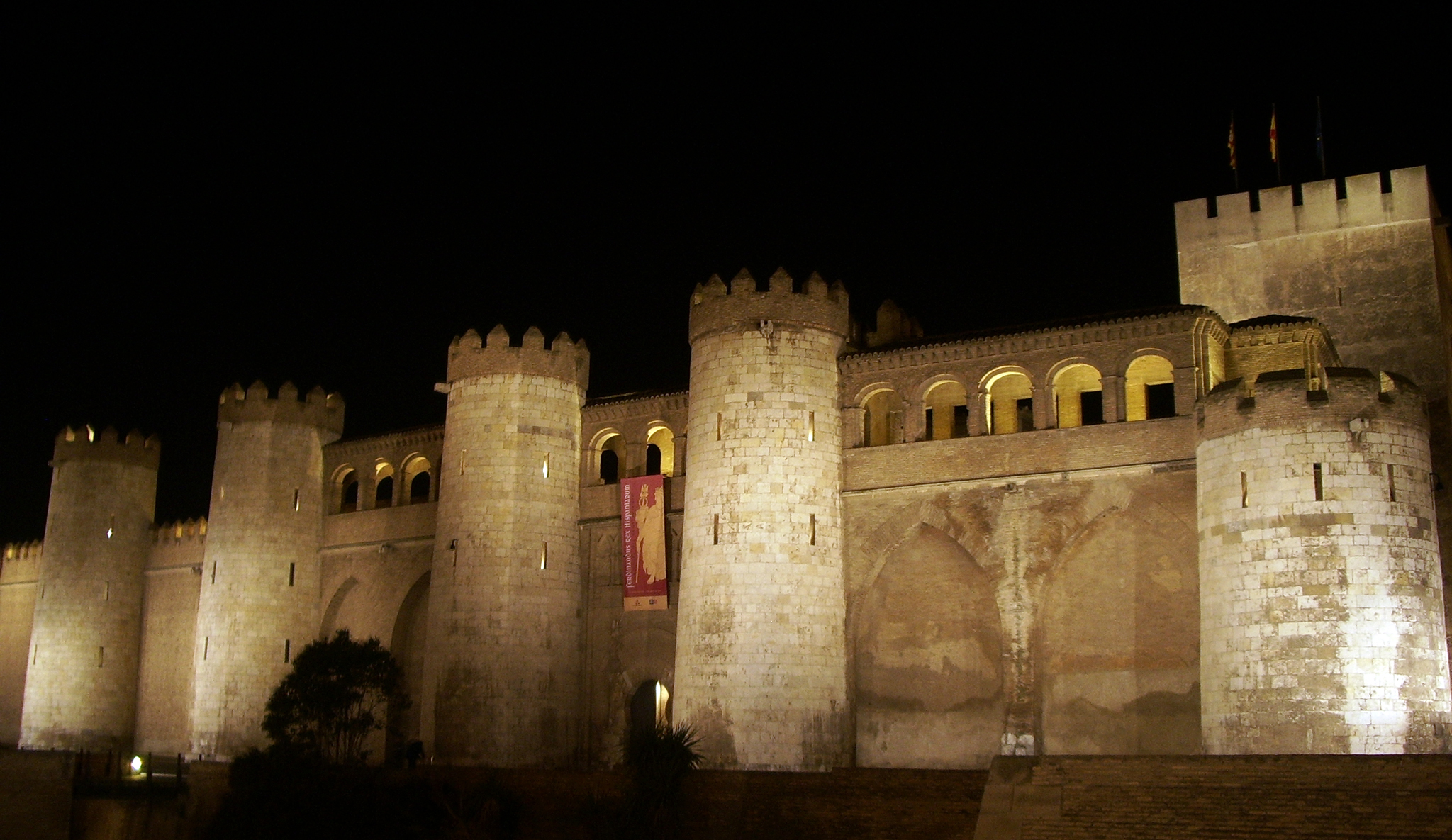
Альхаферія вночі
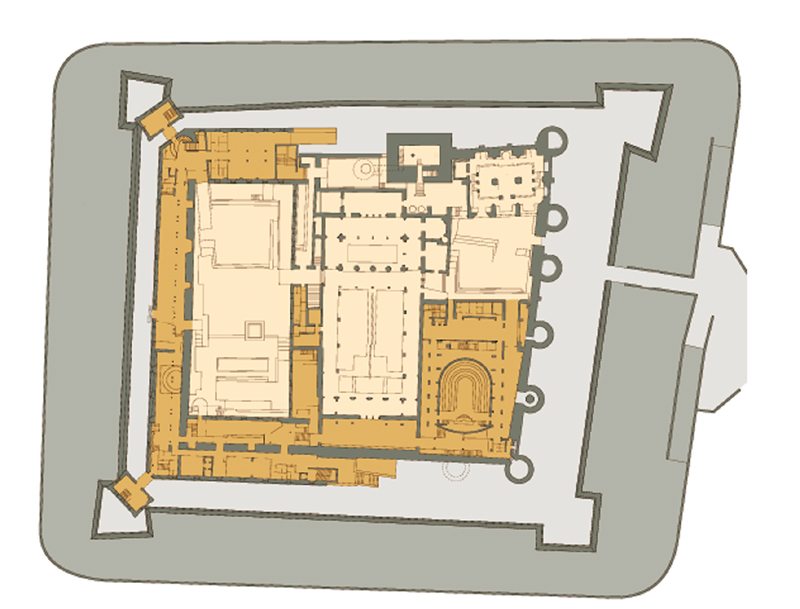
Поземний план фортеці та палацу (темним позначені рови, мури та вежі)
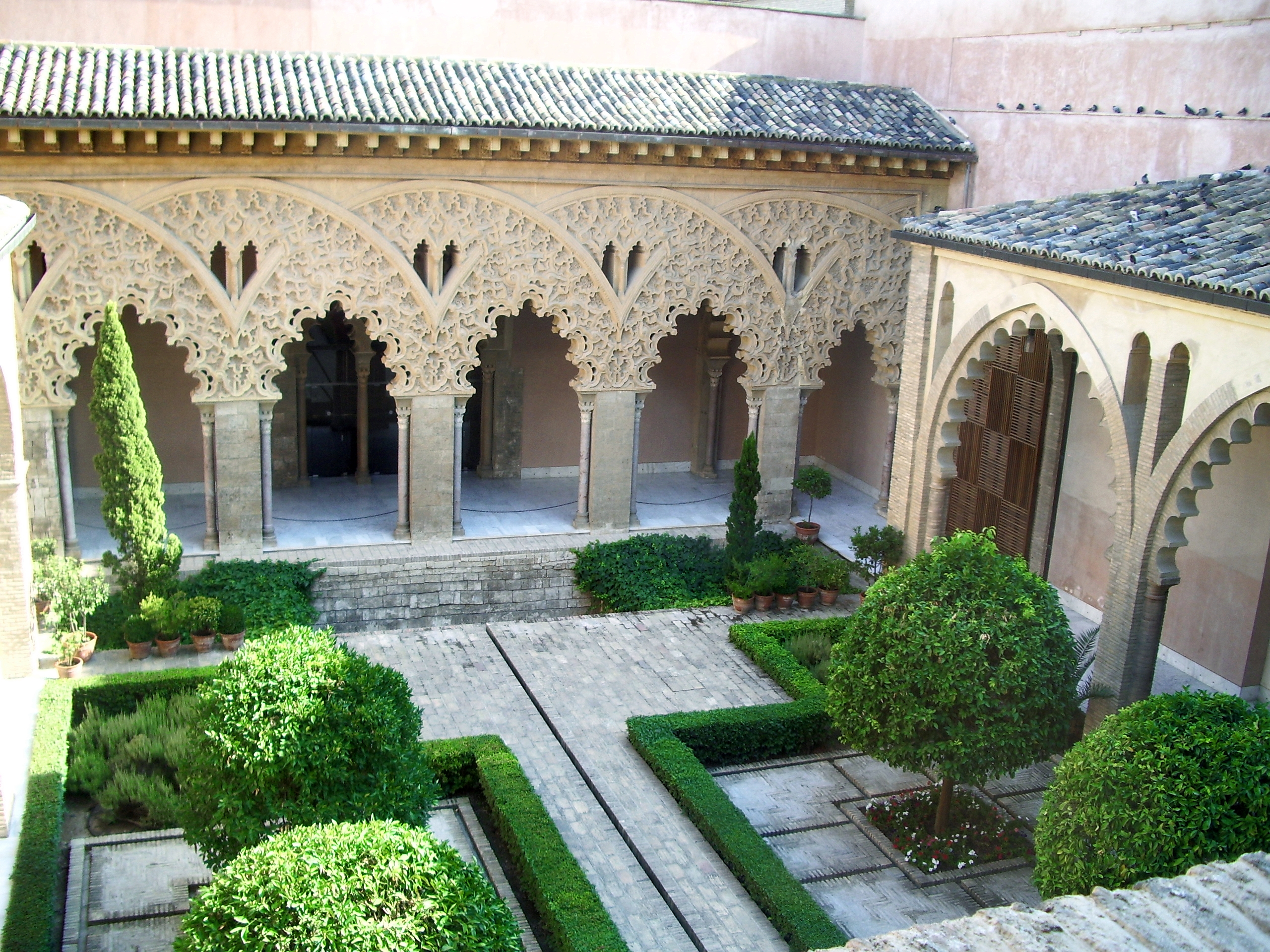
Дворик Санта Ісабель після реставрації
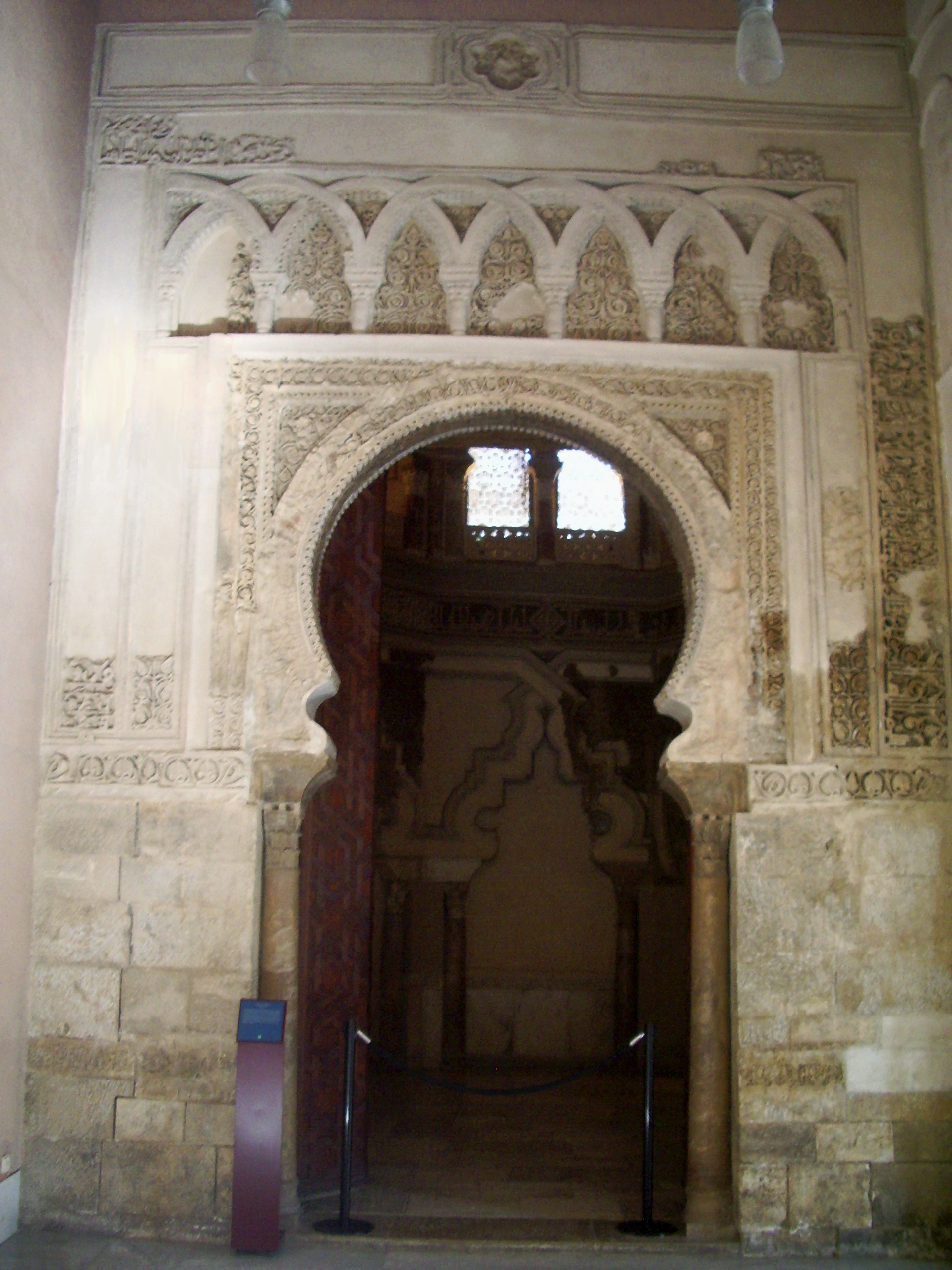
Портал колишньої мечеті
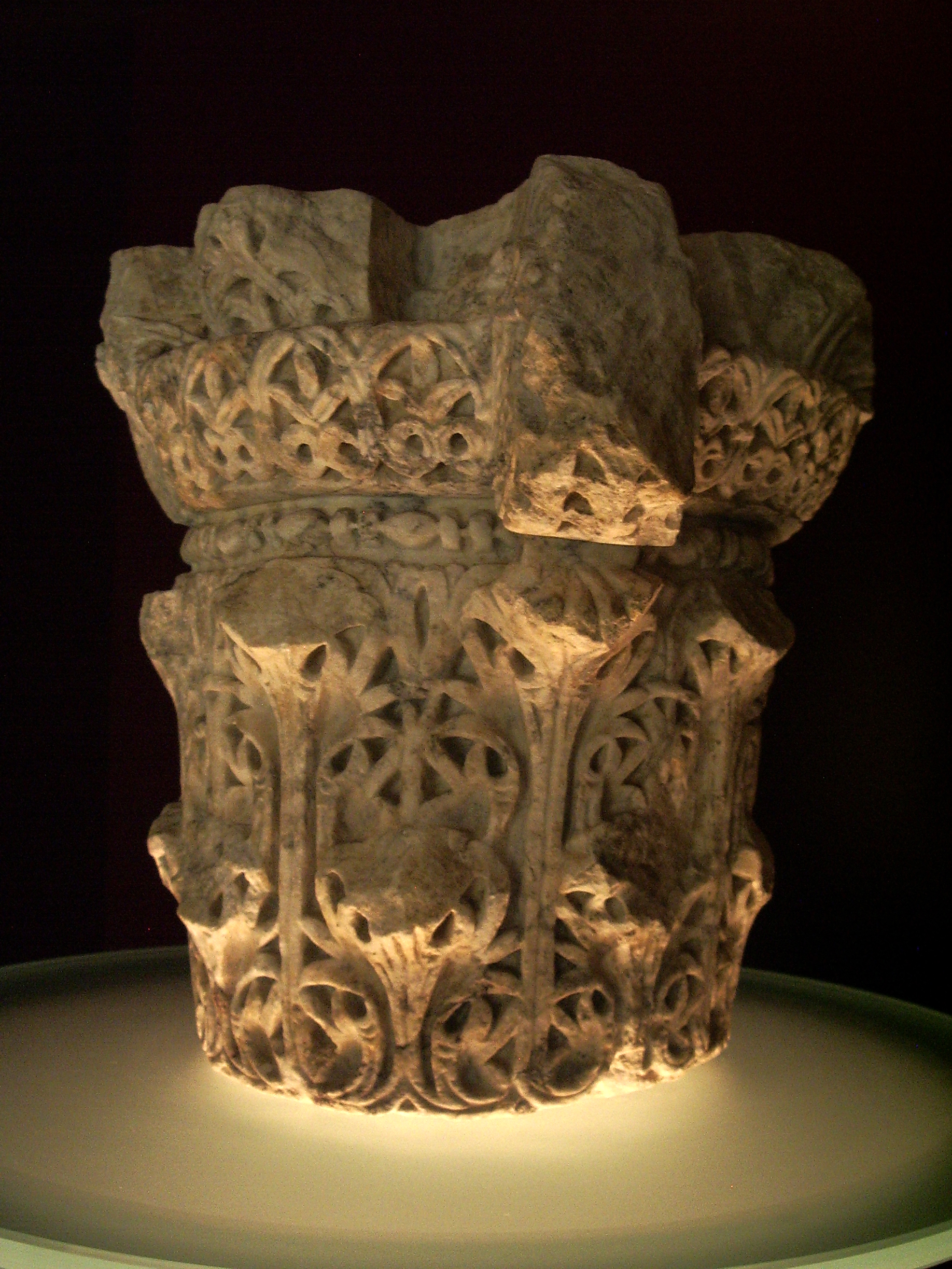
Середньовічна капітель 11 ст.
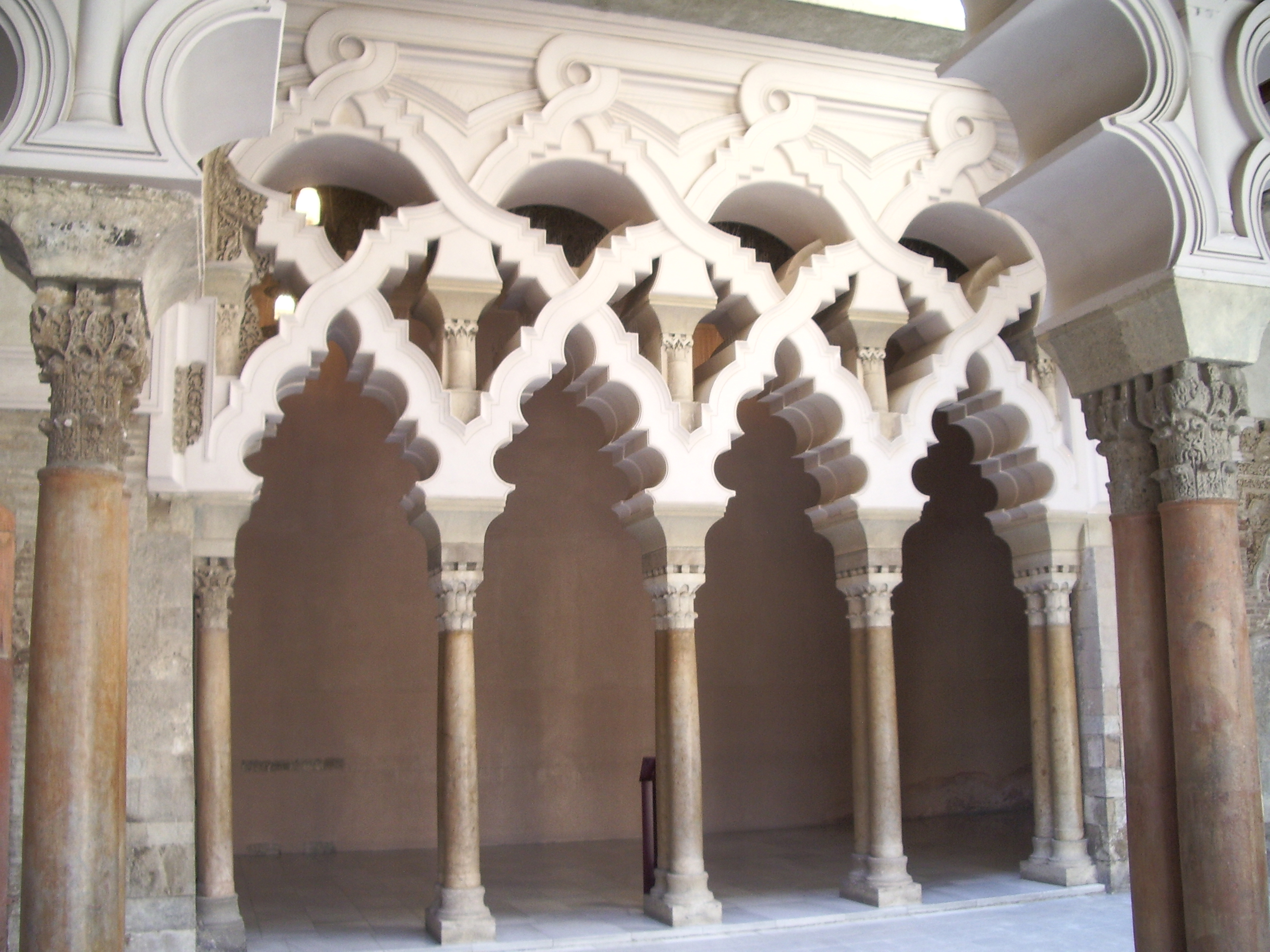
Аркада перед Золотою залою( відновлення)
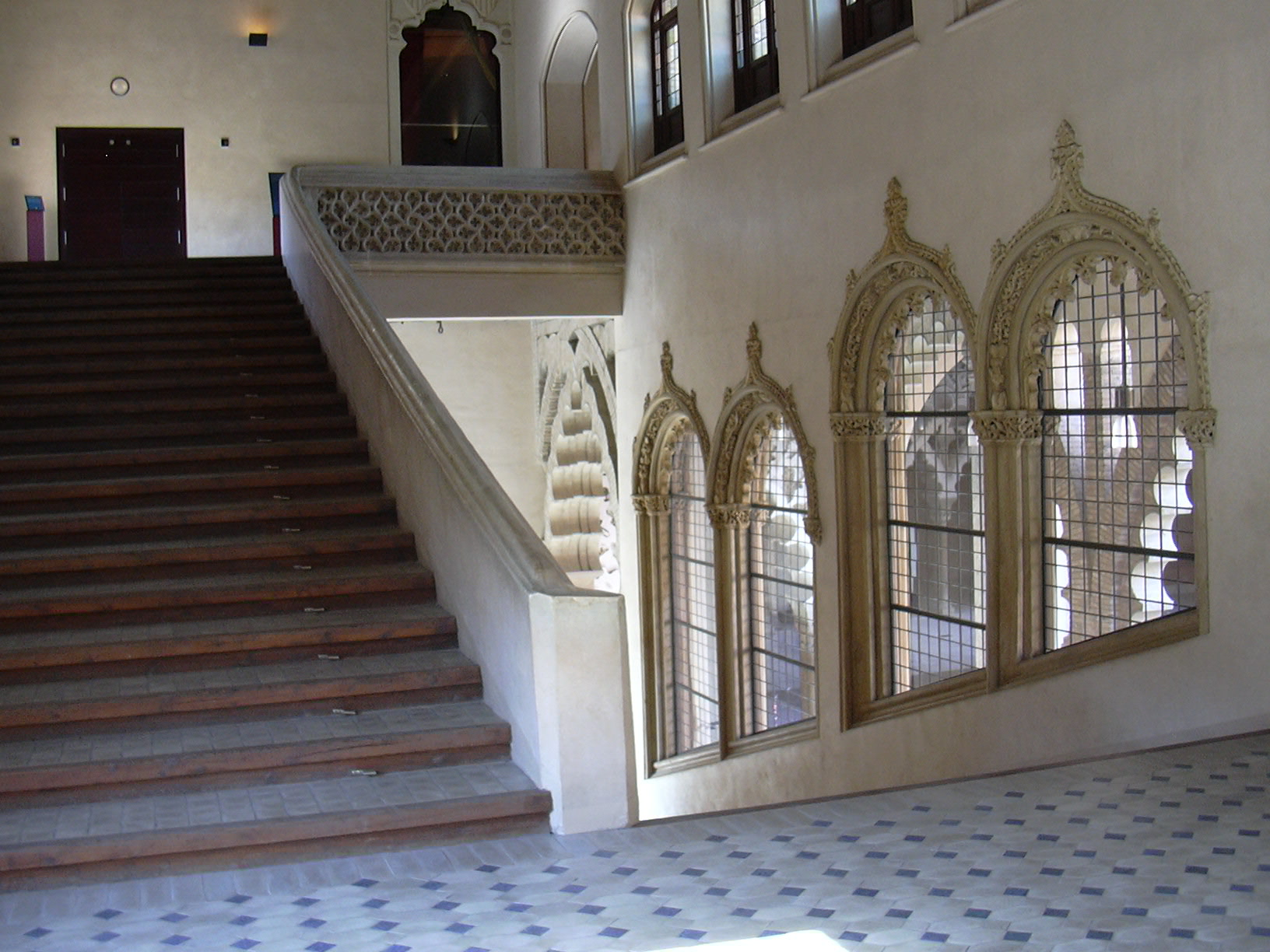
Сучасні сходи
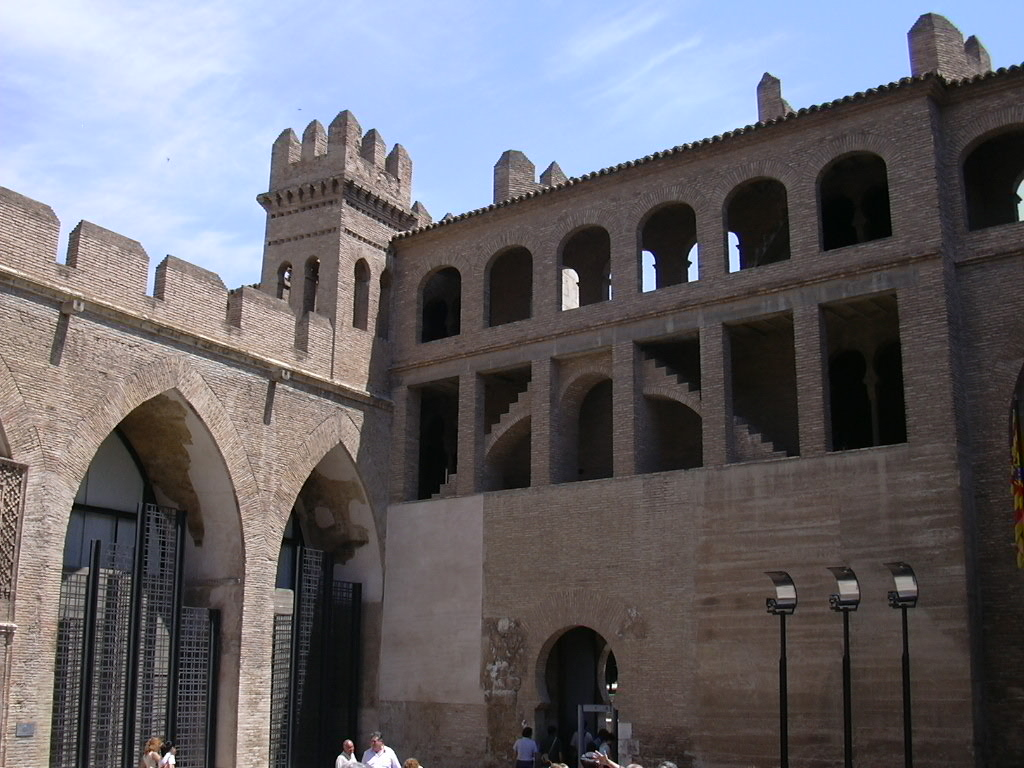
Двір Сан Мартин (дворик на вході)